# Land- und Stadtgericht Arys
Das Land- und Stadtgericht Arys war von 1824 bis 1849 ein preußisches Land- und Stadtgericht mit Sitz in der Stadt Arys in der Provinz Preußen.

## Geschichte
In Arys bestand bis 1824 das Stadt- und Amtsgericht Arys. 1824 wurde daraus das Land- und Stadtgericht Arys gebildet. Es war ein Gericht 2. Klasse im Sprengel des Oberlandesgerichts Insterburg. 
Sein Gerichtsbezirk umfasste die Stadt Arys mit 1162 Gerichtseingesessenen und 74 Ortschaften mit 10.610 Gerichtseingesessenen (zusammen also 11.772 Gerichtseingesessene). Am Gericht waren ein Land- und Stadtrichter und drei weitere Mitarbeiter beschäftigt.
Nach der Märzrevolution wurden 1849 einheitlich Kreisgerichte gebildet. In Arys entstand die 	Gerichtskommission Arys des Kreisgerichts Johannisburg.